# 지그메 도르지 왕축
지그메 도르지 왕축(종카어: , Jigme Dorji Wangchuck, 1929년 5월 2일 ~ 1972년 7월 21일)은 부탄의
드루크걀포이자 제3대 국왕(1952년 3월 30일 ~ 1972년 7월 21일)이다. 부탄의 제2대 국왕인 지그메 왕축의 아들이다. 재위 기간 동안 부탄을 외부 세계에 개방하고 현대화를 시작하는 한편 부탄의 민주화를 위한 기반을 마련했다.